# Pleiocarpa
Pleiocarpa es un género de fanerógamas de la familia Apocynaceae. Contiene seis especies. Es originario del África tropical.

## Taxonomía
El género fue descrito por George Bentham y publicado en Genera Plantarum 2: 685, 699. 1876.

## Especies
- Pleiocarpa bicarpellata
- Pleiocarpa brevistyla
- Pleiocarpa mutica
- Pleiocarpa picralimoides
- Pleiocarpa pycnantha
- Pleiocarpa rostrata